# کولی (ترانه شکیرا)
«کولی» (به انگلیسی: Gypsy) تک‌آهنگی از هنرمند اهل کلمبیا شکیرا است.
این تک‌آهنگ در چارت‌های ، لهستان، آلمان، اسپانیا، جزو ده ترانه اول قرار گرفت.